# Louise Currey
Louise Currey (geb. McPaul; * 24. Januar 1969 in Port Kembla, New South Wales) ist eine ehemalige australische Speerwerferin.
Sie begann als Siebenkämpferin und konzentrierte sich erst im Erwachsenenbereich auf den Speerwurf.
Bei den Weltmeisterschaften 1991 in Tokio wurde sie Sechste und bei den Olympischen Spielen 1992 in Barcelona Elfte.
1994 gewann sie Gold bei den Commonwealth Games in Victoria, schied jedoch im Jahr darauf bei den Weltmeisterschaften in Göteborg in der Qualifikation aus.
1996 feierte sie ihren größten Erfolg mit dem Gewinn der Silbermedaille bei den Olympischen Spielen in Atlanta. Mit 65,54 m musste sie sich nur der Finnin Heli Rantanen (67,94 m) geschlagen geben.
Zwei Jahre später verteidigte sie ihren Titel bei den Commonwealth Games in Kuala Lumpur, und bei den Weltmeisterschaften 1999 in Sevilla wurde sie Fünfte.
Für die Olympischen Spiele 2000 in Sydney galt sie als eine der großen Medaillenhoffnungen der Gastgeber, bis sie sich im Vorfeld eine schwere Knieverletzung zuzog. Currey startete dennoch, schied jedoch in der Qualifikation aus und beendete daraufhin ihre sportliche Karriere.
1990, 1991, 1993 und 1998 wurde sie australische Meisterin.
Louise Currey ist 1,73 m groß und wog zu Wettkampfzeiten 64 kg. Sie ist mit ihrem Speerwerferkollegen Andrew Currey verheiratet.

## Persönliche Bestleistungen
- Speerwurf: 66,80 m, 5. August 2000, Runaway Bay
- Siebenkampf: 5709 Punkte, 10. Januar 1993, Sydney